# پاواگودا اینیرسن
پاواگودا اینیرسن (انگلیسی: Pavaguda V. Indiresan؛ ۱۹۲۸ – ۲۰۱۲) یک دانشمند اهل هند در زمینه مهندسی برق بود.